# Leptaulus holstii
Leptaulus holstii är en järneksväxtart som först beskrevs av Adolf Engler, och fick sitt nu gällande namn av Adolf Engler. Leptaulus holstii ingår i släktet Leptaulus och familjen Cardiopteridaceae. Inga underarter finns listade i Catalogue of Life.